# 1991年
1991年（1991 ねん）は、西暦（グレゴリオ暦）による、火曜日から始まる平年。平成3年。
この年にソビエト連邦が崩壊したため、世界史の大きな転換点となった。なお、この項目では、国際的な視点に基づいた1991年について記載する。

## 他の紀年法
- 干支：辛未（かのと ひつじ）
- 日本（月日は一致）
  - 平成3年
  - 皇紀2651年
- 大韓民国（月日は一致）
  - 檀紀4324年
- 中華民国（月日は一致）
  - 中華民国80年
- 朝鮮民主主義人民共和国（月日は一致）
  - 主体80年
- 仏滅紀元：2533年 - 2534年
- イスラム暦：1411年6月14日 - 1412年6月24日
- ユダヤ暦：5751年4月15日 - 5752年4月24日
- UNIX時間：662688000 - 694223999
- 修正ユリウス日 (MJD)：48257 - 48621
- リリウス日 (LD)：149098 - 149462

※主体暦は、朝鮮民主主義人民共和国で1997年に制定された。

## カレンダー
| 1月 |    |    |    |    |    |    |
| 日  | 月 | 火 | 水 | 木 | 金 | 土 |
|     |    | 1  | 2  | 3  | 4  | 5  |
| 6   | 7  | 8  | 9  | 10 | 11 | 12 |
| 13  | 14 | 15 | 16 | 17 | 18 | 19 |
| 20  | 21 | 22 | 23 | 24 | 25 | 26 |
| 27  | 28 | 29 | 30 | 31 |    |    |
|     |    |    |    |    |    |    |

| 2月 |    |    |    |    |    |    |
| 日  | 月 | 火 | 水 | 木 | 金 | 土 |
|     |    |    |    |    | 1  | 2  |
| 3   | 4  | 5  | 6  | 7  | 8  | 9  |
| 10  | 11 | 12 | 13 | 14 | 15 | 16 |
| 17  | 18 | 19 | 20 | 21 | 22 | 23 |
| 24  | 25 | 26 | 27 | 28 |    |    |
|     |    |    |    |    |    |    |

| 3月 |    |    |    |    |    |    |
| 日  | 月 | 火 | 水 | 木 | 金 | 土 |
|     |    |    |    |    | 1  | 2  |
| 3   | 4  | 5  | 6  | 7  | 8  | 9  |
| 10  | 11 | 12 | 13 | 14 | 15 | 16 |
| 17  | 18 | 19 | 20 | 21 | 22 | 23 |
| 24  | 25 | 26 | 27 | 28 | 29 | 30 |
| 31  |    |    |    |    |    |    |
|     |    |    |    |    |    |    |

| 4月 |    |    |    |    |    |    |
| 日  | 月 | 火 | 水 | 木 | 金 | 土 |
|     | 1  | 2  | 3  | 4  | 5  | 6  |
| 7   | 8  | 9  | 10 | 11 | 12 | 13 |
| 14  | 15 | 16 | 17 | 18 | 19 | 20 |
| 21  | 22 | 23 | 24 | 25 | 26 | 27 |
| 28  | 29 | 30 |    |    |    |    |
|     |    |    |    |    |    |    |

| 5月 |    |    |    |    |    |    |
| 日  | 月 | 火 | 水 | 木 | 金 | 土 |
|     |    |    | 1  | 2  | 3  | 4  |
| 5   | 6  | 7  | 8  | 9  | 10 | 11 |
| 12  | 13 | 14 | 15 | 16 | 17 | 18 |
| 19  | 20 | 21 | 22 | 23 | 24 | 25 |
| 26  | 27 | 28 | 29 | 30 | 31 |    |
|     |    |    |    |    |    |    |

| 6月 |    |    |    |    |    |    |
| 日  | 月 | 火 | 水 | 木 | 金 | 土 |
|     |    |    |    |    |    | 1  |
| 2   | 3  | 4  | 5  | 6  | 7  | 8  |
| 9   | 10 | 11 | 12 | 13 | 14 | 15 |
| 16  | 17 | 18 | 19 | 20 | 21 | 22 |
| 23  | 24 | 25 | 26 | 27 | 28 | 29 |
| 30  |    |    |    |    |    |    |
|     |    |    |    |    |    |    |

| 7月 |    |    |    |    |    |    |
| 日  | 月 | 火 | 水 | 木 | 金 | 土 |
|     | 1  | 2  | 3  | 4  | 5  | 6  |
| 7   | 8  | 9  | 10 | 11 | 12 | 13 |
| 14  | 15 | 16 | 17 | 18 | 19 | 20 |
| 21  | 22 | 23 | 24 | 25 | 26 | 27 |
| 28  | 29 | 30 | 31 |    |    |    |
|     |    |    |    |    |    |    |

| 8月 |    |    |    |    |    |    |
| 日  | 月 | 火 | 水 | 木 | 金 | 土 |
|     |    |    |    | 1  | 2  | 3  |
| 4   | 5  | 6  | 7  | 8  | 9  | 10 |
| 11  | 12 | 13 | 14 | 15 | 16 | 17 |
| 18  | 19 | 20 | 21 | 22 | 23 | 24 |
| 25  | 26 | 27 | 28 | 29 | 30 | 31 |
|     |    |    |    |    |    |    |

| 9月 |    |    |    |    |    |    |
| 日  | 月 | 火 | 水 | 木 | 金 | 土 |
| 1   | 2  | 3  | 4  | 5  | 6  | 7  |
| 8   | 9  | 10 | 11 | 12 | 13 | 14 |
| 15  | 16 | 17 | 18 | 19 | 20 | 21 |
| 22  | 23 | 24 | 25 | 26 | 27 | 28 |
| 29  | 30 |    |    |    |    |    |
|     |    |    |    |    |    |    |

| 10月 |    |    |    |    |    |    |
| 日   | 月 | 火 | 水 | 木 | 金 | 土 |
|      |    | 1  | 2  | 3  | 4  | 5  |
| 6    | 7  | 8  | 9  | 10 | 11 | 12 |
| 13   | 14 | 15 | 16 | 17 | 18 | 19 |
| 20   | 21 | 22 | 23 | 24 | 25 | 26 |
| 27   | 28 | 29 | 30 | 31 |    |    |
|      |    |    |    |    |    |    |

| 11月 |    |    |    |    |    |    |
| 日   | 月 | 火 | 水 | 木 | 金 | 土 |
|      |    |    |    |    | 1  | 2  |
| 3    | 4  | 5  | 6  | 7  | 8  | 9  |
| 10   | 11 | 12 | 13 | 14 | 15 | 16 |
| 17   | 18 | 19 | 20 | 21 | 22 | 23 |
| 24   | 25 | 26 | 27 | 28 | 29 | 30 |
|      |    |    |    |    |    |    |

| 12月 |    |    |    |    |    |    |
| 日   | 月 | 火 | 水 | 木 | 金 | 土 |
| 1    | 2  | 3  | 4  | 5  | 6  | 7  |
| 8    | 9  | 10 | 11 | 12 | 13 | 14 |
| 15   | 16 | 17 | 18 | 19 | 20 | 21 |
| 22   | 23 | 24 | 25 | 26 | 27 | 28 |
| 29   | 30 | 31 |    |    |    |    |
|      |    |    |    |    |    |    |

## できごと

### 1月
- 1月13日 - リトアニアにソビエト連邦が軍事介入（血の日曜日事件）[1]。
- 1月17日
  - 多国籍軍のイラク空爆開始により湾岸戦争勃発[注釈 1]。
  - オーラヴ5世の崩御によりハーラル5世がノルウェー国王に即位。
- 1月24日 - 日本政府が多国籍軍に110億円の追加支援を決定。

### 2月
- 2月9日
  - 独立をめぐるリトアニアの国民投票が行われる。
  - 福井県の関西電力美浜原子力発電所で原子炉が自動停止する事故が発生。
- 2月27日 - 多国籍軍、クウェート解放。

### 3月
- 3月1日
  - サム・ヒューストンに対して原子力艦再利用プログラムに従って処置が始められた。
  - クレイトン・キース・ヤイターがアメリカ合衆国農務長官を退任。
- 3月3日
  - ロドニー・キング暴行事件
  - ユナイテッド航空585便墜落事故
- 3月25日 - マレーシア発シンガポール行きシンガポール航空ハイジャック事件発生
- 3月26日 - カエル少年事件

### 4月
- 4月6日 - イラク、国連安保理の停戦勧告を受諾（4月11日発効）。
- 4月16日 - ミハイル・ゴルバチョフソ連大統領が訪日（ - 4月19日）（ソ連元首としては初来日）。
- 4月26日 - 海上自衛隊のペルシャ湾掃海派遣部隊が出発（自衛隊初の海外派遣）。

### 5月
- 5月14日 - 信楽高原鐵道列車衝突事故が発生する。42名が死亡し、614名が負傷した。
- 5月21日 - ラジーヴ・ガンディー元インド首相暗殺（英語版）。
- 5月29日 - エリトリアがエチオピアからの独立を宣言した（独立は1993年に承認された）。
- 5月31日 - アジア開発銀行 (ADB) が本部をフィリピンマニラ首都圏パサイ地区から同マンダルヨル地区に移した。旧本部の建物はフィリピン外務省が入居した。

### 6月
- 6月15日 - IOCが1998年冬季オリンピック開催地を長野市に決定。
- 6月17日 - 南アフリカで人口登録法の廃止法案が可決され、アパルトヘイトが法的に撤廃される。
- 6月20日 - ドイツ、ベルリンへの首都移転決定。
- 6月23日 - マツダ・787B、日本車として初めてル・マン24時間レース総合優勝。
- 6月25日 - スロベニアとクロアチア、ユーゴスラビアより独立宣言（9月8日、マケドニア共和国独立宣言）。
- 6月27日 - スロベニア、十日間戦争勃発（7月8日終結、スロベニア勝利宣言）。
- 6月28日 - 経済相互援助会議（コメコン）解散。

### 7月
- 7月1日 - ワルシャワ条約機構解体。
- 7月9日 - IOCが南アフリカ共和国のオリンピック大会復帰を承認。
- 7月11日
  - ボリス・エリツィンがロシア・ソビエト連邦社会主義共和国大統領に就任。
  - 7月11日 - カナダのノリス・エアチャーター便DC-8型機がサウジアラビアのジッダ・キング・アブドゥルアズィーズ国際空港を離陸直後に墜落、乗員乗客261名全員が死亡。この機体は元日本航空のJA8057。
- 7月15日 - ロンドンサミット開幕。
- 7月31日
  - ジョージ・H・W・ブッシュ米国大統領とミハイル・ゴルバチョフ ソ連大統領、第一次戦略兵器削減条約に調印。
  - リトアニア・ベラルーシ国境のメディニンカイにて、7人のリトアニア警備員がソ連内務省特殊部隊によって殺害される。

### 8月
- 8月1日 - ジョージ・H・W・ブッシュ米国大統領がウクライナ入りし、後に「チキン・キーウ演説」と称される演説を行う。
- 8月6日 - ティム・バーナーズ＝リーによって世界初のWorld Wide Webサイトが開設。
- 8月19日 - ソ連8月クーデター発生、保守派がゴルバチョフ大統領を軟禁（8月21日、クーデター失敗）。
- 8月23日 - 1991年世界陸上選手権が東京の国立霞ヶ丘競技場陸上競技場で開幕（ - 9月1日）。
- 8月24日 - ソビエト連邦共産党が解散。
- 8月27日 - 電通事件が起こり、過労自殺が社会問題化する。
- 8月29日 - セミパラチンスク核実験場閉鎖。
- 8月31日 - キルギスがソビエト連邦からの独立を宣言。

### 9月
- 9月2日 - アメリカ合衆国がバルト三国の独立を承認。
- 9月6日 - ソビエト連邦、バルト三国の独立承認。
- 9月8日 - マケドニア共和国がユーゴスラビアから独立。
- 9月9日 - タジキスタンがソビエト連邦から独立。
- 9月17日 - 韓国、北朝鮮が国連に同時加盟、エストニア、ラトビア、リトアニアのバルト三国も国連に加盟。
- 9月19日 - アルプス山脈の氷河で、約5,300年前の男性のミイラ「アイスマン」を発見。
- 9月22日 - クロアチア、ユーゴスラビア軍と衝突（クロアチア紛争、1995年まで続く）。
- 9月26日 - アメリカ、実験施設バイオスフィア2にて、閉鎖空間に滞在する実験が科学者8名によって開始される（第1回は1993年まで、第2回実験の途中で中断）。

### 10月
- 10月2日 - 第2回ラグビーワールドカップ開催
- 10月5日 - リーナス・トーバルズがLinuxカーネルをリリース。
- 10月7日 - リトアニアがユネスコに加盟。
- 10月14日 - ミャンマーのアウンサンスーチーにノーベル平和賞。
- 10月21日
  - マツダが「クロノス」/「MS-6」を発売（これにより「カペラセダン」は21年の歴史に幕を閉じるが、1994年に復活し2002年まで発売）。
  - アメリカ・カリフォルニア州オークランドでオークランド・ヒル火災が発生し、死者24名・焼失家屋約3,000棟の被害を出した。
- 10月23日 - カンボジア和平に関するパリ協定調印。
- 10月29日 - 世界女子チェス選手権大会がマニラで行われ中国の謝軍（20歳）がグルジア出身のマイア・チブルダニゼに勝ち（81⁄2–61⁄2）、東欧諸国による独占が終わる。

### 11月
- 11月5日 - 第2次海部俊樹改造内閣、自民党内の海部おろしにより総辞職。内閣支持率は50%をこえる高い支持率の中での辞職だった。
- 11月23日 - イギリスのロックバンド、クイーンのボーカルのフレディ・マーキュリーが、エイズであることを公表。
- 11月24日 - フレディ・マーキュリーがエイズによるニューモシスチス肺炎のため死去。
- 11月28日 - 日蓮正宗、信徒団体の創価学会組織を破門。

### 12月
- 12月1日 - ウクライナ大統領選挙とウクライナ独立住民投票。レオニード・クラフチュクがウクライナ大統領に就任。独立宣言を承認。
- 12月4日 - アメリカのパンアメリカン航空（パンナム）が運航停止、倒産。
- 12月6日 - 11月30日に北朝鮮を電撃訪問した「世界基督教統一神霊協会」（統一教会）教祖の文鮮明牧師が金日成主席と会談。
- 12月8日 - 独立国家共同体 (CIS) の創立宣言、ソ連離脱の合意（ベロヴェーシ合意）。
- 12月24日 - 北朝鮮の平壌放送が、朝鮮労働党中央委員会総会で金正日書記の朝鮮人民軍最高司令官への就任が決定したと発表。
- 12月25日 - ゴルバチョフ大統領辞任。
- 12月26日 - ソ連最高会議がソ連の消滅に関する宣言を採択。
- 12月27日 - 「トーヨコカップ・ジャパングアムヨットレース'92」において海難事故が起こり、参加9隻のうち2隻が沈没し14名が死亡するという日本のヨットレース史上最悪の惨事となった。
- 12月29日
  - 中国が核拡散防止条約の参加を決定。
  - フラウンホーファー研究機構の集積回路研究所によりMP3圧縮アルゴリズムが開発される

### 日付不詳
- 日本の飯島澄男（当時：NEC筑波研究所研究員）によってカーボンナノチューブが発見される。

## 天候・天災・観測等
- 6月 - フィリピンのピナトゥボ山が大噴火。20世紀最大規模。

## 芸術・文化・ファッション

### スポーツ
野球
モータースポーツ
- ル・マン24時間レース
  - 優勝車 マツダ・787B
  - 優勝ドライバー フォルカー・バイドラー/ジョニー・ハーバート/ベルトラン・ガショー
- F1世界選手権
  - ドライバーズチャンピオン アイルトン・セナ
  - コンストラクターズチャンピオン マクラーレン・ホンダ
- ロードレース世界選手権
  - 500cc ウェイン・レイニー
  - 250cc ルカ・カダローラ
  - 125cc ロリス・カピロッシ

### 音楽
- ニルヴァーナ「スメルズ・ライク・ティーン・スピリット」
- メタリカ「メタリカ」通称『ブラック・アルバム』
- U2「アクトン・ベイビー」

### 映画
本国公開・日本公開ともに当年
- プロジェクト・イーグル
- 羊たちの沈黙
- ターミネーター2
- バックドラフト

本国公開映画（日本公開は翌年以降）
- バグジー
- JFK
- ポンヌフの恋人
- 牯嶺街少年殺人事件
- 子猫になった少年
- 美女と野獣
- アメリカ物語2/ファイベル西へ行く

### 文学
- ベストセラー
  - 陳舜臣『諸葛孔明』
  - シドニィ・シェルダン『血族』

### ゲーム
セガが家庭用ゲーム機「メガドライブ」の周辺機器「メガCD」を日本で発売（欧州では1993年に発売）。なお、北米では“Sega Genesis”（北米版のメガドライブに当たる）の周辺機器“Sega CD”として1992年に発売されている。

## 誕生

### 1月
- 1月1日 - アザマト・ムカノフ、柔道選手
- 1月1日 - ステイシー・マーティン、女優、ファッションモデル
- 1月1日 - ドミニク・アボイ、サッカー選手
- 1月2日 - ダビデ・サントン、サッカー選手
- 1月2日 - 林羿豪、プロ野球選手
- 1月2日 - ベン・ハーディ、俳優
- 1月3日 - ク・ハラ、歌手、女優（元KARA）（+ 2019年）
- 1月4日 - パスカル・ボドマー、スキージャンプ選手
- 1月5日 - イヴァン・ヴォロブエフ、アイスダンス選手
- 1月6日 - イェルーン・ズート、サッカー選手
- 1月7日 - エデン・アザール、サッカー選手
- 1月7日 - キャスター・セメンヤ、陸上競技選手
- 1月7日 - クレマン・グラニエ、サッカー選手
- 1月8日 - タッド・フジカワ、ゴルファー
- 1月8日 - ホルヘ・エンリケス、サッカー選手
- 1月9日 - ティム・レビット、PrizmaX
- 1月12日 - エセキエル・カルベンテ、サッカー選手
- 1月12日 - ピクシー・ロット、歌手
- 1月13日 - ジュヌヴィエーヴ・ゴーント、女優
- 1月14日 - アーロン・アルテール、メジャーリーガー
- 1月14日 - トッド・ヴァン・スティーンゼル、マイナーリーガー
- 1月14日 - 李雪芮、バドミントン選手
- 1月15日 - アリサ・アガフォノヴァ、アイスダンス選手
- 1月15日 - ダリヤ・クリシナ、陸上選手
- 1月19日 - エリン・サンダース（英語版）、女優
- 1月19日 - ペトラ・マルティッチ、テニス選手
- 1月20日 - ジョリオン・パーマー、レーシングドライバー
- 1月21日 - クレイグ・ロバーツ、俳優
- 1月22日 - アシュリー・ポンセ、マイナーリーガー
- 1月23日 - アラン・ガタゴフ、サッカー選手
- 1月24日 - エニー・ロメロ、メジャーリーガー
- 1月26日 - アレックス・サンドロ・ロボ・シウバ、サッカー選手
- 1月26日 - エステバン・アンドラダ、サッカー選手
- 1月27日 - アレクサンダル・イグニョフスキ、サッカー選手
- 1月29日 - ヒュー・グローヴナー、貴族（第7代ウェストミンスター公爵）
- 1月31日 - ギジェルモ・エレディア、野球選手
- 1月31日 - コリーヌ・ブルーンス、フィギュアスケート選手
- 1月31日 - ブライアン・カラスコ、サッカー選手

### 2月
- 2月1日 - ルカ・カルディローラ、サッカー選手
- 2月2日 - フランシスコ・フェメニア、サッカー選手
- 2月2日 - マット・ボイド、メジャーリーガー
- 2月5日 - サンニ・ウトリアイネン、陸上競技選手
- 2月5日 - 王躍霖、プロ野球選手
- 2月6日 - ルーク・メイリー、メジャーリーガー
- 2月8日 - ナム・ウヒョン（朝鮮語版、英語版）、歌手 (INFINITE)
- 2月8日 - ゲンゼベ・ディババ、陸上競技選手
- 2月8日 - ワフビ・ハズリ、サッカー選手
- 2月10日 - エマ・ロバーツ、女優
- 2月15日 - リッチ・スワン、プロレスラー
- 2月16日 - アレクサンドラ・ド・リュクサンブール、ルクセンブルク大公女
- 2月16日 - セルヒオ・カナレス、サッカー選手
- 2月17日 - エド・シーラン、歌手
- 2月17日 - ボニー・ライト、女優、映画監督
- 2月18日 - ヘンリー・サーティース、レーシングドライバー（+ 2009年）
- 2月18日 - マリース・ジョー、女優
- 2月20日 - セバスチアン・イヴァサキ、フィギュアスケート選手
- 2月21日 - デボン・トラビス、メジャーリーガー
- 2月22日 - ロビン・シェーンベリ、歌手
- 2月23日 - インナ・コロブキナ、女優
- 2月24日 - マディソン・ハベル、フィギュアスケート選手
- 2月28日 - サラ・ボルジャー、女優

### 3月
- 3月1日 - ロベルト・スアレス、プロ野球選手
- 3月6日 ‐ アレクサンダル・ドラゴヴィッチ、サッカー選手
- 3月6日 - タイラー・ザ・クリエイター、ラッパー (Odd Future)
- 3月6日 - レイトン・パンギリナン、プロ野球選手
- 3月6日 - レックス・ルガー、音楽プロデューサー
- 3月8日 - アンナ・カジャリナ、バレーボール選手
- 3月8日 - 梅原裕一郎、声優
- 3月9日 - エドウィン・ギーマー、サッカー選手
- 3月9日 - トーマス・クルーズ、サッカー選手
- 3月9日 - ドモ・ジェネシス、ラッパー
- 3月9日 - マシュー・ブリッグス、サッカー選手
- 3月10日 - 米津玄師、シンガーソングライター
- 3月12日 - フェリックス・クロース、サッカー選手
- 3月12日 - 李載冠、サッカー選手
- 3月13日 - エディ・バトラー、メジャーリーガー
- 3月15日 - セルゲイ・クリフツォフ、サッカー選手
- 3月16日 - イ・ジナ、シンガーソングライター
- 3月16日 - ヴォルフガング・ヴァン・ヘイレン、ミュージシャン（ヴァン・ヘイレン）
- 3月18日 - レウリー・ガルシア、メジャーリーガー
- 3月21日 - アントワーヌ・グリーズマン、サッカー選手
- 3月22日 - ダニー・ウェブ、ロードレース世界選手
- 3月23日 - 千賀健永、アイドル (Kis-My-Ft2)
- 3月26日 - マット・デビッドソン、野球選手
- 3月26日 - ロブ・レフスナイダー、野球選手
- 3月28日 - 仲尾次オスカル、プロ野球選手
- 3月29日 - エンゴロ・カンテ、サッカー選手
- 3月29日 - ヘイリー・マクファーランド、女優
- 3月30日 - ジェイク・マリスニック、プロ野球選手
- 3月30日 - ジル・スヌ、サッカー選手
- 3月31日 - 上原光紀、アナウンサー
- 3月31日 - ロドニー・スナイデル、サッカー選手

### 4月
- 4月1日 - メラニー・リオス、ポルノ女優
- 4月2日 - シボーン・マッコール、フィギュアスケート選手
- 4月3日 - ジョナサン・ゲレイロ、フィギュアスケート選手
- 4月4日 - ジェイミー・リン・スピアーズ、女優、歌手
- 4月4日 - マーティン・ペレス、メジャーリーグ選手
- 4月6日 - エカテリーナ・リャザーノワ、フィギュアスケート選手
- 4月9日 - ガイ・アスリン、サッカー選手
- 4月10日 - アマンダ・ミシェルカ、俳優、シンガーソングライター
- 4月11日 - 蔡澤林、陸上競技選手
- 4月11日 - ティアゴ・アルカンタラ、サッカー選手
- 4月15日 - 有岡大貴、アイドル、俳優 (Hey! Say! JUMP)
- 4月15日 - ハビエル・フェルナンデス、フィギュアスケート選手
- 4月16日 - ノーラン・アレナド、メジャーリーガー
- 4月19日 - ブライアン・ミッチェル、メジャーリーガー
- 4月21日 - ライアン・リチャーズ、バスケットボール選手
- 4月24日 - クセニヤ・オゼロワ、フィギュアスケート選手
- 4月24日 - タイラー・ネイキン、メジャーリーガー
- 4月25日 - アレックス・シブタニ、フィギュアスケート選手
- 4月27日 - ジェイ・ハードウェイ、DJ、音楽プロデューサー

### 5月
- 5月1日 - カリーナ・ジョンソン、フィギュアスケート選手
- 5月1日 - マーカス・ストローマン、メジャーリーガー
- 5月2日 - ジョナサン・ビヤー、メジャーリーグ選手
- 5月3日 - マイク・モーリン、メジャーリーガー
- 5月4日 - キム・ウォンジュン、プロアイスホッケー選手
- 5月5日 - ラウル・ヒメネス、サッカー選手
- 5月8日 - アネタ・ミハウェク、フィギュアスケート選手
- 5月8日 - ヤニス・オージンシュ、プロアイスホッケー選手
- 5月9日 - オズワルド・アルシア、メジャーリーガー
- 5月10日 - エテネシュ・ディロ、陸上競技選手
- 5月12日 - 須貝駿貴、クイズプレイヤー
- 5月12日 - ナイダ・アクシャミヤ、フィギュアスケート選手
- 5月13日 - ジョン・ライアン・マーフィー、メジャーリーガー
- 5月15日 - フェミ・オグノデ、陸上選手
- 5月16日 - アシュリー・ワグナー、フィギュアスケート選手
- 5月16日 - ケビン・モスカテル、プロ野球選手
- 5月20日 - アナスタシヤ・ヴィホドツェワ、フィギュアスケート選手
- 5月21日 - ジェイコブ・ターナー、メジャーリーグ選手
- 5月23日 - オースティン・カナラカン、フィギュアスケート選手
- 5月23日 - レナ・マイヤー＝ラントルート、女優、歌手
- 5月24日 - 藤澤五月、カーリング選手
- 5月27日 - ハイロ・ディアス、メジャーリーガー
- 5月28日 - アレクサンドル・ラカゼット、サッカー選手
- 5月29日 - 早見沙織、声優

### 6月
- 6月3日 - ヨーダノ・ベンチュラ、メジャーリーグ選手（+ 2017年）
- 6月5日 - アンドリュー・ヒーニー、メジャーリーガー
- 6月7日 - エミリー・ラタコウスキー、ファッションモデル、女優
- 6月8日 - R.J.アルバレス、メジャーリーガー
- 6月8日 - テレンス・ゴア、メジャーリーグ選手
- 6月9日 - 周洋、スピードースケート選手
- 6月12日 - アビサイル・ガルシア、メジャーリーグ選手
- 6月17日 - 梅野隆太郎、プロ野球選手
- 6月17日 - 大瀬良大地、プロ野球選手
- 6月17日 - 菊池雄星、プロ野球選手
- 6月17日 - 波瑠、女優・タレント
- 6月18日 - クセニア・クラシルニコワ、フィギュアスケート選手
- 6月19日 - クリスチャン・ビヤヌエバ、プロ野球選手
- 6月19日 - 仁木恭平、お笑いタレント（ケビンス、元ひみつスナイパー健、元そうじゃねえだろ）
- 6月21日 - ガエル・カクタ、サッカー選手
- 6月21日 - ジェフリー・マルテ、プロ野球選手
- 6月21日 - ジェレミー・タイラー、バスケットボール選手
- 6月24日 - 桑原由気、声優
- 6月26日 - 花江夏樹、声優
- 6月27日 - フリオ・テヘラン、メジャーリーガー
- 6月28日 - アンジェリカ・シドロワ、陸上競技選手
- 6月28日 - ケヴィン・デ・ブライネ、サッカー選手
- 6月29日 - カウィ・レオナルド、バスケットボール選手
- 6月29日 - RENA、シュートボクサー
- 6月30日 - 天月-あまつき-、歌手

### 7月
- 7月2日 - キム・ゴウン、女優
- 7月3日 - アナスタシア・パブリュチェンコワ、テニス選手
- 7月6日 - ヴィクトワール・ティヴィソル、女優
- 7月7日 - アレッソ、DJ、音楽プロデューサー
- 7月7日 - 稲森彩、元琉球放送アナウンサー
- 7月8日 - フィルジル・ファン・ダイク、サッカー選手
- 7月10日 - ニキータ・カツァラポフ、フィギュアスケート選手
- 7月11日 - 坂口健太郎、俳優
- 7月12日 - ハメス・ロドリゲス、サッカー選手
- 7月13日 - タイラー・スカッグス、メジャーリーガー（+ 2019年）
- 7月15日 - エルビス・アラウホ、プロ野球選手
- 7月15日 - デリック・フェイバーズ、バスケットボール選手
- 7月16日 - トミー・ジョゼフ、メジャーリーガー
- 7月22日 - ジェイク・バレット、メジャーリーガー
- 7月26日 - クリスチャン・アダメス、メジャーリーガー
- 7月26日 - 吉田知那美、カーリング選手
- 7月30日 - イダ・ボバック、オリエンテーリング選手

### 8月
- 8月6日 - ウィルマー・フローレス、メジャーリーグ選手
- 8月7日 - マイク・トラウト、メジャーリーグ選手
- 8月8日 - ヤンディ・ディアス、メジャーリーグ選手
- 8月9日 ‐ フルカン・アルデミル、プロバスケットボール選手
- 8月11日 - ウィルフレド・トーバー、メジャーリーグ選手
- 8月13日 - ランドル・グリチャック、メジャーリーグ選手
- 8月15日 - アーミン・マーバヌーザデー、フィギュアスケート選手
- 8月16日 - イヴァナ・リンチ、女優
- 8月17日 - 堂林翔太、プロ野球選手
- 8月18日 - ブリアナ・ローリンズ、陸上競技選手
- 8月19日 - 藤原聡、ミュージシャン
- 8月20日 - コーリー・ジョセフ、バスケットボール選手
- 8月21日 - すがちゃん最高No.1、芸人（ぱーてぃーちゃん）
- 8月21日 - メイソン・ウィリアムズ、メジャーリーガー
- 8月22日 - フェデリコ・マケダ、サッカー選手
- 8月22日 - メリシアン・ベンゾン、フィギュアスケート選手
- 8月23日 - 小波津亜廉、俳優
- 8月24日 - 王鎮、陸上競技選手
- 8月26日 - エカテリーナ・シェレメティエワ、フィギュアスケート選手
- 8月30日 - ファリド・マンマドフ、歌手

### 9月
- 9月3日 - ギルツ・イェーカブソンス、フィギュアスケート選手
- 9月4日 - カーター・ジェンキンス、俳優
- 9月5日 - スキャンダー・ケインズ、俳優
- 9月6日 - タイラー・オースティン、マイナーリーガー
- 9月8日 - パク・ソダム、女優
- 9月9日 - オスカル、サッカー選手
- 9月9日 - ケルシー・チャウ、女優
- 9月9日 - ハンター・ヘイズ、カントリー・ミュージック・アーティスト、シンガーソングライター
- 9月14日 - グレゴリー・ポランコ、メジャーリーガー
- 9月14日 - ティム・アサートン、マイナーリーガー
- 9月17日 - 石川遼、ゴルファー
- 9月18日 - ジョン・シングルトン、メジャーリーガー
- 9月18日 - 野村龍之介、お笑い芸人、プロレスラー
- 9月19日 - ヘム・アルヘナル、プロ野球選手
- 9月20日 - スペンサー・ロック、女優
- 9月20日 - 松川尚瑠輝、俳優
- 9月23日 - ダニエル・ドッツァウアー、フィギュアスケート選手
- 9月23日 - メラニー・ウダン、テニス選手
- 9月27日 - シモナ・ハレプ、テニス選手
- 9月27日 - トーマス・マン、俳優
- 9月28日 - エディ・ロザリオ、メジャーリーガー
- 9月29日 - アデム・リャイッチ、サッカー選手

### 10月
- 10月2日 - キャム・ベドローシアン、メジャーリーガー
- 10月2日 - 髙野清宗、ミュージシャン (Mrs. GREEN APPLE)
- 10月2日 - ロベルト・フィルミーノ、サッカー選手
- 10月3日 - センラ、歌い手（浦島坂田船）
- 10月7日 - チョン・ニコル、KARAの元メンバー
- 10月11日 - 韋永麗、陸上競技選手
- 10月11日 - ジオバニー・ウルシェラ、メジャーリーグ選手
- 10月16日 - ジョナサン・スコープ、メジャーリーグ選手
- 10月16日 - 瀧本美織、タレント
- 10月17日 - スタニスラフ・コバリョフ、フィギュアスケート選手
- 10月17日 - 新山、お笑い芸人（さや香）
- 10月18日 - まふまふ、シンガーソングライター
- 10月19日 - ケビン・アルベス、フィギュアスケート選手
- 10月21日 - KAREN、ミュージシャン (LUV K RAFT)
- 10月23日 - エミル・フォルスベリ、サッカー選手
- 10月23日 - 小室眞子、日本の元皇族
- 10月26日 - ドミニク・レオン、メジャーリーグ選手
- 10月30日 - トマシュ・サトランスキー、バスケットボール選手

### 11月
- 11月4日 - アドリアナ・チェチック、ポルノ女優
- 11月4日 - オルタ・ボカ、歌手
- 11月5日 - リュボーフィ・イリュシェチキナ、フィギュアスケート選手
- 11月6日 - ポール・ポワリエ、フィギュアスケート・アイスダンス選手
- 11月13日 - ジェフリー・ブルマ、サッカー選手
- 11月13日 - デヴォン・ボスティック、俳優
- 11月13日 - マット・ベネット、俳優、歌手
- 11月13日 - ローガン・ウェイド、野球選手
- 11月14日 - 細田智也、政治家
- 11月14日 - サンドラ、チャイルドモデル
- 11月15日 - シェイリーン・ウッドリー、女優
- 11月16日 - ディッキー・ジョー・ソン、マイナーリーガー
- 11月21日 - アルマズ・アヤナ、陸上競技選手
- 11月21日 - 石井マーク、声優
- 11月23日 - 山川穂高、プロ野球選手
- 11月26日 - 筒香嘉智、プロ野球選手

### 12月
- 12月1日 - 孫楊、競泳選
- 12月2日 - 鈴木夕湖、カーリング選手
- 12月2日 - 長谷川ぱせり、シンガーソングライター
- 12月5日 - クリスチャン・イエリッチ、メジャーリーグ選手
- 12月5日 - となりの坂田。、歌い手（浦島坂田船）
- 12月7日 - ソニア・ラフエンテ、フィギュアスケート選手
- 12月9日 - アメル・ブレコヴィチ、フィギュアスケート選手
- 12月15日 - カイル・クロケット、メジャーリーグ選手
- 12月15日 - ジェヒュー・ゴードン、陸上競技選手
- 12月19日 - デクラン・ガルブレイス、歌手
- 12月20日 - 平井克典、プロ野球選手
- 12月21日 - 森本裕介、システムエンジニア、SASUKEの完全制覇者
- 12月24日 - ルイ・トムリンソン、（ワン・ダイレクション）歌手
- 12月26日 - イーデン・シェール、女優
- 12月27日 - SHAKA、元プロゲーマー、現ストリーマー
- 12月29日 - オデュベル・ヘレーラ、メジャーリーガー

## ノーベル賞
- 物理学賞 - ピエール＝ジル・ド・ジャンヌ
- 化学賞 - リヒャルト・エルンスト
- 生理学・医学賞 - エルヴィン・ネーアー、ベルト・ザクマン
- 文学賞 - ナディン・ゴーディマー
- 平和賞 - アウンサンスーチー
- 経済学賞 - ロナルド・コース